# Emin Haluk Ayhan
Emin Haluk Ayhan (* 14. November 1957 in Güney, Denizli) ist ein türkischer Politiker und Parlamentsabgeordneter der MHP.

## Biografie
Ayhan wurde als Sohn von Rifat und Sıdıka in der südwesttürkischen Stadt Güney geboren. Er studierte an der Fakultät Kommunikationswissenschaften der Ägäis-Universität in Izmir. Nach dem Studium errang er den Hochschulabschluss an der Universität des 9. September. Danach reiste er in die USA und nach Kanada und studierte Wirtschaftswissenschaften an der York University, Personal- und Risikomanagement am Colorado College und Lebens- und Gesundheitsversicherung am New York College of Insurance.
Nach den Studien kehrte er in die Türkei zurück und war einige Zeit beim Staatlichen Planungsamt tätig.
Bei den Parlamentswahlen 2007 wurde er als MHP-Abgeordneter für die Provinz Denizli in die Große Nationalversammlung gewählt.
Neben Türkisch beherrscht er Englisch. Er ist verheiratet und Vater von zwei Kindern.